# Luidia quinaria
Luidia quinaria (лат.) — вид морских звёзд из отряда паксиллоносных морских звёзд. Встречается в мелководных частях Китайского моря и в окрестностях Корейского архипелага. Было обнаружено, что ткани этой морской звезды содержат несколько вторичных метаболитов, обладающих лечебным потенциалом.

## Подвиды
Выделяют три подвида:
- Luidia quinaria bispinosa Djakonov, 1950
- Luidia quinaria chinensis Doderlein, 1920
- Luidia quinaria quinaria von Martens, 1865

## Внешний вид и строение
Luidia quinaria имеет небольшой центральный диск и пять длинных тонких рук, окаймленных короткими шипами. Аборальная (верхняя) поверхность покрыта небольшими паксилами, столбовидными шипами с плоскими вершинами, образующими гладкую, напоминающую стол поверхность. Общий цвет аборальной поверхности серый с контрастирующими с руками розовыми или оранжевыми краями. Оральная (нижняя) поверхность более бледная.

## Биология
Luidia quinaria — хищник, водится на мелководье, на мягких грунтах. В заливе Исэ в центральной Японии она обнаружена в бедных кислородом водах залива, в то время как другая морская звезда, Astropecten scoparius, держалась возле устья залива. Исследование содержимого желудка обеих морских звезд показало, что Luidia quinaria в основном питалась другими иглокожими, в частности звездой Ophiura kinbergi, составлявшей более половины рациона. Другие морские звезды в основном питались моллюсками, в том числе брюхоногим Voorwindia paludinoides и моллюском Alvenius ojianus. Был сделан вывод, что различия в рационе связаны с разной доступностью добычи в разных частях залива, что связано с различиями в типе грунтов.
Из тканей Luidia quinaria выделено несколько различных биологически активных стероидов. Один из них, астеросапонин, может оказаться полезным при лечении кашля и астмы, а также помочь очистить дыхательные пути от слизи.